# Erateina brevicauda
Erateina brevicauda är en fjärilsart som beskrevs av Paul Dognin 1911. Erateina brevicauda ingår i släktet Erateina och familjen mätare. Inga underarter finns listade i Catalogue of Life.